# Беванья
Бева́нья (итал. Bevagna) — коммуна в Италии, располагается в области Умбрия, подчиняется административному центру Перуджа.
По данным Национального института статистики, население коммуны, на 01.01.2023 года, составляло 4793 человека, плотность населения ─ 85,25 чел./км². Коммуна занимает площадь 56,22 км². Почтовый индекс — 06031. Телефонный код — 0742.
Святым покровителем коммуны почитается святой Викентий Сарагосский. День памяти ежегодно отмечается 6 июня.
В XIX веке Беванья славилась своими пеньковыми и льняными тканями, а также прекрасными местными винами «пицотелло» и «корната».

## Города-побратимы
- Л’Иль-д’Эспаньяк (Франция, с 2008)